# Michail Vasiljev
Michail Alexandrovič Vasiljev (rusky Михаил Александрович Васильев, * 8. června 1962 v Elektrogorsku, SSSR) je bývalý ruský hokejový útočník, který momentálně pracuje jako trenér mládeže.

## Reprezentace
Reprezentoval Sovětský svaz. S výběrem do 20 let absolvoval juniorské mistrovství světa 1982 v Kanadě a USA (4. místo).
V národním týmu poprvé nastoupil 10.9.1982 v Praze proti domácímu Československu (4:2), utkání se hrálo v rámci turnaje Pohár Rudého práva 1982/83. Na mistrovství světa 1983 v SRN získal zlatou medaili. Na hrách v Sarajevu 1984 se stal olympijským vítězem. Zúčastnil se i Kanadského poháru 1984 (semifinále). Zahrál si ještě na mistrovství světa 1985 v Československu (bronz) a mistrovství světa 1987 v Rakousku (stříbro). Po MS 1987 již v reprezentaci nepůsobil, celkem odehrál 71 utkání a nastřílel 20 branek.

### Reprezentační statistiky
| 1982 | SSSR 20 | MS 20 | 7  | 5 | 3 | 8 | 13 |
| 1983 | SSSR    | MS    | 9  | 3 | 4 | 7 | 6  |
| 1984 | SSSR    | OH    | 7  | 3 | 2 | 5 | 4  |
| 1984 | SSSR    | KP    | 4  | 1 | 1 | 2 | 0  |
| 1985 | SSSR    | MS    | 7  | 3 | 4 | 7 | 2  |
| 1987 | SSSR    | MS    | 10 | 1 | 2 | 3 | 11 |

## Kariéra
Nejvyšší sovětskou soutěž hrál za HC CSKA Moskva od sezony 1979/80. Osmkrát se stal s tímto celkem mistrem. V průběhu 1988/89 přestoupil do Torpedo Jaroslavl.
V roce 1990 odešel do Itálie, kde působil v HC Selva (2. liga, 1990–1992), HC Varese (1992–1994), EV Bozen 84 (2. liga 1994–1996) a HC Bolzano (1996–2001, mistr Itálie 1997 a 2000). Třikrát si v tomto období "odskočil" – na jaře 1993 pomohl EHC Chur ve dvou utkáních o záchranu ve švýcarské lize, během sezony 1994/95 odehrál sedm utkání v ruské superlize za Torpedo Jaroslavl a většinu sezony 1997/98 strávil v dánském Rødovre. V roce 2001 ukončil kariéru.

## Statistika
| Sezona  | Klub              | Soutěž | Základní část | Základní část | Základní část | Základní část | Základní část | Play off | Play off | Play off | Play off | Play off |
| Sezona  | Klub              | Soutěž | Z             | G             | A             | B             | TM            | Z        | G        | A        | B        | TM       |
| ------- | ----------------- | ------ | ------------- | ------------- | ------------- | ------------- | ------------- | -------- | -------- | -------- | -------- | -------- |
| 1979/80 | CSKA Moskva       | SSSR   | 1             | 1             | 0             | 1             | 0             | —        | —        | —        | —        | —        |
| 1980/81 | CSKA Moskva       | SSSR   | 20            | 1             | 1             | 2             | 6             | —        | —        | —        | —        | —        |
| 1981/82 | CSKA Moskva       | SSSR   | 45            | 12            | 13            | 25            | 24            | —        | —        | —        | —        | —        |
| 1982/83 | CSKA Moskva       | SSSR   | 34            | 16            | 14            | 30            | 28            | —        | —        | —        | —        | —        |
| 1983/84 | CSKA Moskva       | SSSR   | 38            | 11            | 12            | 23            | 10            | —        | —        | —        | —        | —        |
| 1984/85 | CSKA Moskva       | SSSR   | 23            | 4             | 4             | 8             | 4             | —        | —        | —        | —        | —        |
| 1985/86 | CSKA Moskva       | SSSR   | 33            | 10            | 5             | 15            | 14            | —        | —        | —        | —        | —        |
| 1986/87 | CSKA Moskva       | SSSR   | 34            | 16            | 11            | 27            | 26            | —        | —        | —        | —        | —        |
| 1987/88 | CSKA Moskva       | SSSR   | 22            | 6             | 8             | 14            | 14            | —        | —        | —        | —        | —        |
| 1988/89 | CSKA Moskva       | SSSR   | 10            | 0             | 1             | 1             | 2             | —        | —        | —        | —        | —        |
|         | Torpedo Jaroslavl | SSSR   | 8             | 3             | 2             | 5             | 6             | —        | —        | —        | —        | —        |
| 1989/90 | Torpedo Jaroslavl | SSSR   | 39            | 20            | 10            | 30            | 28            | —        | —        | —        | —        | —        |
| 1990/91 | HC Selva          | ITA-2  | 36            | 55            | 55            | 110           | 43            | —        | —        | —        | —        | —        |
| 1991/92 | HC Selva          | ITA-2  | 26            | 31            | 43            | 74            | 10            | —        | —        | —        | —        | —        |
| 1992/93 | HC Varese         | ITA    | 16            | 12            | 12            | 24            | 0             | 3        | 1        | 3        | 4        | 0        |
|         | EHC Chur          | SWI    | —             | —             | —             | —             | —             | 2        | 1        | 2        | 3        | 0        |
| 1994/95 | Torpedo Jaroslavl | RUS    | 7             | 0             | 4             | 4             | 8             | —        | —        | —        | —        | —        |
|         | EV Bozen 84       | ITA-2  | 18            | 34            | 18            | 52            | 8             | 10       | 11       | 10       | 21       | 6        |
| 1995/96 | EV Bozen          | ITA-2  | 36            | 49            | 39            | 88            | 4             | 2        | 3        | 1        | 4        | 0        |
| 1996/97 | HC Bolzano        | ITA    | 37            | 18            | 28            | 46            | 22            | —        | —        | —        | —        | —        |
| 1997/98 | HC Bolzano        | ITA    | 9             | 3             | 4             | 7             | 2             | —        | —        | —        | —        | —        |
|         | Rødovre IK        | DEN    | 39            | 18            | 18            | 36            | 65            | —        | —        | —        | —        | —        |
| 1998/99 | HC Bolzano        | ITA    | 15            | 5             | 8             | 13            | 6             | —        | —        | —        | —        | —        |
| 1990/00 | HC Bolzano        | ITA    | 2             | 1             | 3             | 4             | 4             | —        | —        | —        | —        | —        |
| 2000/01 | HC Bolzano        | ITA    | 32            | 8             | 23            | 31            | 18            | 6        | 0        | 4        | 4        | 4        |

## Trenérská kariéra
S trénováním začínal v italských klubech SG Pontebba a HC Bolzano. V sezoně 2009/10 byl asistentem u ruské reprezentace do 20 let (6. místo na MSJ 2010 v Kanadě) a hlavním trenérem reprezentace do 18 let (4. místo na MS U18 v Bělorusku). V sezoně 2011/12 vedl běloruský druholigový klub RCOP Raubiči a také místní reprezentaci do 18 let.
Od roku 2013 je trenérem týmu Krasnaja Armija Moskva, což je juniorský celek pod CSKA Moskva, hrající MHL.